# Zygmunt Librowicz

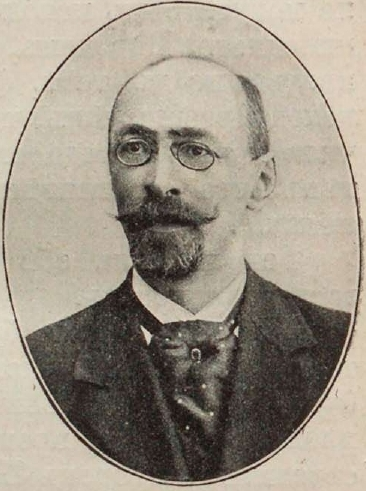
Zygmunt Librowicz

Zygmunt Librowicz (ros. Сигизмунд Феликсович Либрович - trb. Sigizmund Fieliksowicz Librowicz, ur. 15 sierpnia 1855 w Warszawie, zm. w 1921 w Piotrogrodzie) – polski pisarz i dziennikarz, czynny głównie w Rosji.
Ukończył szkołę podstawową w Lesznie i gimnazjum w Warszawie. Studiował na politechnice w Chemnitz oraz w Dreźnie. Po ukończeniu studiów mieszkał w Petersburgu, gdzie pracował w wydawnictwie M. Wolffa. Współpracował jako publicysta kulturalny i historyczny z licznymi czasopismami w Polsce (Dzień, Kurier Codzienny, Nowiny), a zwłaszcza w Petersburgu. Zmarł na cholerę w czasie epidemii w Petersburgu.

## Informacje rodzinne
Syn Feliksa. Pochodził ze spolonizowanej rodziny żydowskiej, sam był wyznania ewangelickiego, ożenił się z prawosławną Rosjanką Jewdokią Rusakow. Dwaj jego synowie: Wiktor i Leonid byli geologami, miał też córkę Klaudynę.

## Działalność publicystyczna i wydawnicza
Większość prac naukowych i książek poświęcił kulturze polskiej i Polakom, działał też w petersburskich organizacjach polskich. Jednak zajmował się także pracami nad kulturą rosyjską, poruszał w swoich publikacjach także problematykę żydowską. Pisał głównie po polsku i po rosyjsku, jednak wydawał również po niemiecku, m.in. do kilku czasopism niemieckojęzycznych wychodzących w Petersburgu. Nie angażował się w działalność polityczną, jednak niektóre pisma rosyjskie (np. „Moskowskije wiedomosti”) oskarżały go o polonofilstwo. Jako redaktor pracował głównie dla wydawnictwa Wolffa, ale oprócz tego był redaktorem kilku pism rosyjskich. Część prac, zwłaszcza artykułów, publikował pod pseudonimem Wiktor Rusakow (od nazwiska panieńskiego swej żony).

## Książki Zygmunta Librowicza
- Shylock. Studium o listach Żyda do chrześcijanki[3]. Warszawa 1876
- Ueber den Kuss das Küssen. Hamburg 1877
- Zaczarowany szlafrok. Głupstwo sceniczne w 1 akcie. Warszawa 1877
- Z wrażeń kapociarza. Warszawa 1878
- Stara Polska w opisie malowniczym[4]. Petersburg 1883
- Polacy w Syberii[5]. Kraków 1884
- Puszkin w portetach. Petersburg 1890.
- Russkije portrety Mickiewicza. 1890
- Groza gimnazji. Rasskazy iz szkolnoj żizni. Petersburg 1892
- Istorija knigi w Rossii. 1913–1914
- "Царь в плену - история пребывания Василия Шуйского в Польше" (trb.) Car' v plenu - istorija prebywanija Wasilia Szujskogo w Polsze (pol. Car w niewoli - historia pobytu Wasyla Szujskiego w Polsce). 1901. (ros.). Brak numerów stron w książce[6]
- Car' v plenu : istoričeskìj očerk Sigizmunda Libroviča. (pol. Car w polskiej niewoli : szkic historyczny). Wyd. II. Sanktpeterburg: 1904, s. 136. (ros.).
- Car w polskiej niewoli : szkic historyczny. przeł. [z ros.] Grzegorz Wiśniewski. Wyd. I wyd. pol. Warszawa: Verum, 1993, s. 107. ISBN 838521206. (pol.).